# Montes Jura
Montes Jura – lateinisch für Jura-Gebirge – ist ein bogenförmiger Gebirgszug am Sinus Iridum, im Nordwesten der erdzugewandten Seite des Mondes. Die Benennung stammt von dem deutschen Kartografen Ernst Debes (1840–1923) nach dem Jura-Gebirge in der Westschweiz und Ostfrankreich und wurde im Jahr 1961 durch die Internationale Astronomische Union offiziell festgelegt.
Das Gebirge befindet sich bei den mittleren selenografischen Koordinaten 47,1° Nord und 34,0° West, ist etwa 422 Kilometer lang und bildet in Richtung Südosten die halbkreisförmige Umrandung von Sinus Iridum, einer Bucht des Mare Imbrium. Auf der anderen Seite liegt zwischen ihm und dem Mare Frigoris ein Kraterhochland. Der Gebirgszug ist wahrscheinlich der Rest eines zur Hälfte im Mare Imbrium versunkenen Kraterwalls. An seinen Enden befinden sich das Kap Heraclides im Südwesten und das Kap Laplace im Nordosten. Nahe seiner Mitte liegt der 38 Kilometer durchmessende Krater Bianchini.
Liegt der Gebirgszug bei einem Mondalter von zehn bis elf Tagen am Terminator, so ergibt sich im Fernglas ein ungewöhnlicher visueller Eindruck, der Goldener Henkel genannt wird.